# Singnatide
Singnatidele (Syngnathidae) sunt o familie de pești osoși, din ordinul singnatiforme, de talie mică, cu corp alungit, fie rectiliniu (ca la acul de mare), fie cu capul în unghi de 90° față de trunchi (ca la căluțul de mare). Corpul este acoperit în loc de solzi cu plăci osoase care la același nivel formează câte un inel complet în jurul corpului. Aceste plăci sunt dispuse în 7 rânduri longitudinale în regiunea trunchiului și în 4 rânduri în cea a cozii.  Botul este lung în formă de tub, la vârful căruia se află gura mică, fără dinți. Au o singură înotătoare dorsală (a 2-a), bine dezvoltată, fără radii spinoase, înotătoarea anală este redusă, iar înotătoarea caudală mică sau lipsește. Înotătoarele pectorale sunt scurte sau lipsesc, iar înotătoarele ventrale lipsesc. Orificiul branhial redus la o gaură mică, situată la marginea superioară a operculului. La majoritatea speciilor, masculul are o pungă ventrală, numită cameră incubatoare, unde femela își depune icrele pe care masculul le clocește. După eclozare, larvele rămân un timp în punga incubatoare. Familia singnatide este împărțită în 2 subfamilii: Syngnathinae (ace de mare sau singnații) și Hippocampinae (căluți de mare sau hipocampii). Cele mai multe specii sunt marine, răspândite de-a lungul țărmurilor mărilor calde și temperate, dar există câteva specii de apă dulce. Pe litoralul românesc al Mării Negre trăiesc 7 specii.

## Descrierea
Acest ordin cuprinde pești de talie mică, lungimea lor variază de la 1,4 cm (căluțul de mare pigmeu Hippocampus satomiae) până la 65 cm (acul de mare australian Leptoichthys fistularius). Acele de mare (subfamilia Syngnathinae) au o lungime totală de 2,5-65 cm, iar căluții de mare (subfamilia Hippocampinae) 1,4-20 cm.
Corpul este alungit, neînalt și subțire, cu o înfățișare foarte variată. La acele de mare (Syngnathinae) corpul este foarte alungit, având forma unui ac gros, capul este dispus în prelungirea axei trunchiului, iar coada este neprehensilă. La căluții de mare (Hippocampinae) capul este îndoit în direcția ventrală de la axa principală a corpului, formând un unghi drept de 90° față de trunchi și are forma unui cap de cal (asemănător cu cel din piesa de șah), iar coada prehensilă este răsucită în spirală.
Singnatidele nu au solzi. Corpul lor este acoperit în întregime, în loc de solzi, cu plăci osoase (scuturi osoase) regulate, metamerice, strâns concrescute între ele, care formează un schelet extern rigid. Plăcile osoase de la același nivel formează câte un inel transversal complet; numărul inelelor corespunde în genere cu numărul vertebrelor; taxonomia singnatidelor se bazează în mare măsură pe numărul acestor inele și ornamentația lor. Plăcile osoase sunt dispuse în rânduri longitudinale, 7 rânduri în regiunea trunchiului și 4 rânduri în cea a cozii. Fiecare placă osoasă (scut osos) este prevăzută cu o creastă longitudinală, care, împreună cu crestele plăcilor vecine, formează crestele longitudinale ale corpului: 3 perechi laterale și o creastă medio-ventrală pe trunchi; iar în regiunea cozii, 2 perechi de creste laterale. Unele specii au prelungiri tegumentare de-a lungul corpului, capului și botului.
Capul este alungit. Pe fiecare parte a capului se află 2 nări. Botul este lung, tubular  (în formă de tub). Gura mică, lipsită de dinți, este situată terminal la vârful botului. Cu ajutorul botului tubular, care funcționează ca o pipetă, acești pești absorb rapid apa în gură, aspirând în același timp nevertebratele mici (crustacee mici etc.) cu care se hrănesc.
Coada (pedunculul caudal), lungă și subțiată, la unele specii (Syngnathus) se termină cu o înotătoare caudală mică, la altele (căluții de mare) este lipsită de înotătoare și a devenit prehensilă, putându-se încolăci în jurul algelor sau altor obiecte. 
La singnatide toate înotătoarele sunt lipsite de spini. Partea anterioară spinoasă a înotătoarei dorsale (prima dorsală), precum și înotătoarele ventrale la acești pești lipsesc;  alte înotătoare (dorsala, anala, caudala, pectoralele) pot fi prezente sau absente la peștii adulți (la Bulbonaricus dorsala, anala și pectoralele sunt absente la adulți). Au o singură înotătoare dorsală (a 2-a), bine dezvoltată, de obicei cu 15-60 radii moi, fără radii spinoase; la unele specii dorsală este absentă. Înotătoarea anală absentă sau prezentă; când este prezentă, anala este foarte mică, obișnuit cu 2-6 radii moi. Înotătoarea caudală lipsește sau este prezentă; când este prezentă caudala este mică, cu 8-10 radii moi. Înotătoarele pectorale prezente sau uneori lipsesc; când sunt prezente pectoralele sunt scurte, obișnuit cu 10–23 radii moi. Înotătoarele ventrale lipsesc la toate singnatidele.
Linia laterală și canalele senzitive lipsesc. Solzii lipsesc, fiind înlocuiți de plăci osoase. Vezica înotătoare nu comunică cu tubul digestiv (pești fizocliști). Apendicele pilorice lipsesc. Rinichiul este prezent numai pe partea dreaptă și este aglomerular, aducă lipsit de glomerulele (corpusculele) Malpighi
Deschiderea branhială este redusă la o gaură mică îngustă, situată la marginea superoposterioară a operculului. Branhiile (lamele branhiale) nu au formă foliacee, ci de mici tufușoare, din care cauză acestui grup de pești i se mai spune și lofobranhiate (Lophobranchiatae). Branhiile sunt mici, nepectinate, filamentele branhiale sunt scurte, puține (6-10 într-un rând) și au lamele puțin numeroase dar mari. Aparatul opercular cu 1-3 radii branhiostegale. Scheletul aparatului branhial este redus.

## Clasificare
- Subfamilia Hippocampinae (Căluți de mare)
  - Genul Hippocampus

- Subfamilia Syngnathinae (Ace de mare)
  - Genul Acentronura
  - Genul Amphelikturus
  - Genul Anarchopterus
  - Genul Apterygocampus
  - Genul Bhanotia
  - Genul Bryx
  - Genul Bulbonaricus
  - Genul Campichthys
  - Genul Choeroichthys
  - Genul Corythoichthys
  - Genul Cosmocampus
  - Genul Doryichthys
  - Genul Doryrhamphus
  - Genul Dunckerocampus
  - Genul Enneacampus
  - Genul Entelurus
  - Genul Festucalex
  - Genul Filicampus
  - Genul Halicampus
  - Genul Haliichthys
  - Genul Heraldia
  - Genul Hippichthys
  - Genul Histiogamphelus
  - Genul Hypselognathus
  - Genul Ichthyocampus
  - Genul Idiotropiscis
  - Genul Kaupus
  - Genul Kimblaeus
  - Genul Kyonemichthys
  - Genul Leptoichthys
  - Genul Leptonotus
  - Genul Lissocampus
  - Genul Maroubra
  - Genul Micrognathus
  - Genul Microphis
  - Genul Minyichthys
  - Genul Mitotichthys
  - Genul Nannocampus
  - Genul Nerophis
  - Genul Notiocampus
  - Genul Penetopteryx
  - Genul Phoxocampus
  - Genul Phycodurus
  - Genul Phyllopteryx
  - Genul Pseudophallus
  - Genul Pugnaso
  - Genul Siokunichthys
  - Genul Solegnathus
  - Genul Stigmatopora
  - Genul Stipecampus
  - Genul Syngnathoides
  - Genul Syngnathus
  - Genul Trachyrhamphus
  - Genul Urocampus
  - Genul Vanacampus

## Specii din România
Pe litoralul românesc al Mării Negre trăiesc 7 specii:
1. Syngnathus typhle Linnaeus, 1758 = Ac de mare
2. Syngnathus tenuirostris Rathke, 1837 = Ac de mare cenușiu, Ac de mare cu bot subțire
3. Syngnathus variegatus Pallas, 1814 = Ac de mare vărgat, Ac de mare vărgat cu alb
4. Syngnathus abaster Risso, 1827 (Syngnathus nigrolineatus Eichwald, 1831) = Undrea, Undrea de mare, Sulă
5. Syngnathus schmidti Popov, 1927 = Ac de mare ghimpat
6. Nerophis ophidion (Linnaeus, 1758) = Ață de mare
7. Hippocampus guttulatus Cuvier, 1829  (Hippocampus ramulosus Leach, 1814) = Căluț de mare